# Mikroregion Aripuanã

Mikroregion Aripuanã

Mikroregion Aripuanã – mikroregion w brazylijskim stanie Mato Grosso należący do mezoregionu Norte Mato-Grossense.

## Gminy
- Aripuanã
- Brasnorte
- Castanheira
- Colniza
- Cotriguaçu
- Juína
- Juruena
- Rondolândia